# Шиф, Владимир Иосифович
Владимир Иосифович Шиф (5 мая 1897, Верхоянск — 31 октября 1970, Москва) — советский шахматный композитор, международный арбитр и мастер спорта СССР по шахматной композиции (1960). Редактор отдела композиции журнала «64. Шахматы и шашки в массы» (1932—1935). Экономист. Журналист.
С 1915 опубликовал около 80 задач из них 20 отмечены первыми призами. Финалист 4-х личных чемпионатов СССР (1952—1965); в 5-м чемпионате (1959) — 2-е место по разделу многоходовых задач. На 2-м конкурсе ФИДЕ (1960) завоевал золотую медаль. Представитель стратегического направления в трёх- и многоходовых задачах; опубликовал также ряд задач с правильными матами.

## Задачи
|   | a | b | c | d | e | f | g | h |   |
| - | --- | --- | --- | --- | --- | --- | --- | --- | - |
| 8 | c7 белый слон · f7 чёрная пешка · h7 чёрный слон · c6 белый слон · e6 чёрный король · f6 белая пешка · h6 белый король · b5 белый конь · c5 белая ладья · g5 белая пешка · a4 белая пешка · b4 чёрная пешка · d4 чёрная пешка · f4 чёрная пешка · a3 чёрная ладья · f3 чёрная пешка · h3 белая пешка · a2 чёрная пешка · b2 чёрный слон · d2 чёрная пешка · f2 белый конь · g2 чёрный конь · d1 белый ферзь · e1 чёрная ладья | c7 белый слон · f7 чёрная пешка · h7 чёрный слон · c6 белый слон · e6 чёрный король · f6 белая пешка · h6 белый король · b5 белый конь · c5 белая ладья · g5 белая пешка · a4 белая пешка · b4 чёрная пешка · d4 чёрная пешка · f4 чёрная пешка · a3 чёрная ладья · f3 чёрная пешка · h3 белая пешка · a2 чёрная пешка · b2 чёрный слон · d2 чёрная пешка · f2 белый конь · g2 чёрный конь · d1 белый ферзь · e1 чёрная ладья | c7 белый слон · f7 чёрная пешка · h7 чёрный слон · c6 белый слон · e6 чёрный король · f6 белая пешка · h6 белый король · b5 белый конь · c5 белая ладья · g5 белая пешка · a4 белая пешка · b4 чёрная пешка · d4 чёрная пешка · f4 чёрная пешка · a3 чёрная ладья · f3 чёрная пешка · h3 белая пешка · a2 чёрная пешка · b2 чёрный слон · d2 чёрная пешка · f2 белый конь · g2 чёрный конь · d1 белый ферзь · e1 чёрная ладья | c7 белый слон · f7 чёрная пешка · h7 чёрный слон · c6 белый слон · e6 чёрный король · f6 белая пешка · h6 белый король · b5 белый конь · c5 белая ладья · g5 белая пешка · a4 белая пешка · b4 чёрная пешка · d4 чёрная пешка · f4 чёрная пешка · a3 чёрная ладья · f3 чёрная пешка · h3 белая пешка · a2 чёрная пешка · b2 чёрный слон · d2 чёрная пешка · f2 белый конь · g2 чёрный конь · d1 белый ферзь · e1 чёрная ладья | c7 белый слон · f7 чёрная пешка · h7 чёрный слон · c6 белый слон · e6 чёрный король · f6 белая пешка · h6 белый король · b5 белый конь · c5 белая ладья · g5 белая пешка · a4 белая пешка · b4 чёрная пешка · d4 чёрная пешка · f4 чёрная пешка · a3 чёрная ладья · f3 чёрная пешка · h3 белая пешка · a2 чёрная пешка · b2 чёрный слон · d2 чёрная пешка · f2 белый конь · g2 чёрный конь · d1 белый ферзь · e1 чёрная ладья | c7 белый слон · f7 чёрная пешка · h7 чёрный слон · c6 белый слон · e6 чёрный король · f6 белая пешка · h6 белый король · b5 белый конь · c5 белая ладья · g5 белая пешка · a4 белая пешка · b4 чёрная пешка · d4 чёрная пешка · f4 чёрная пешка · a3 чёрная ладья · f3 чёрная пешка · h3 белая пешка · a2 чёрная пешка · b2 чёрный слон · d2 чёрная пешка · f2 белый конь · g2 чёрный конь · d1 белый ферзь · e1 чёрная ладья | c7 белый слон · f7 чёрная пешка · h7 чёрный слон · c6 белый слон · e6 чёрный король · f6 белая пешка · h6 белый король · b5 белый конь · c5 белая ладья · g5 белая пешка · a4 белая пешка · b4 чёрная пешка · d4 чёрная пешка · f4 чёрная пешка · a3 чёрная ладья · f3 чёрная пешка · h3 белая пешка · a2 чёрная пешка · b2 чёрный слон · d2 чёрная пешка · f2 белый конь · g2 чёрный конь · d1 белый ферзь · e1 чёрная ладья | c7 белый слон · f7 чёрная пешка · h7 чёрный слон · c6 белый слон · e6 чёрный король · f6 белая пешка · h6 белый король · b5 белый конь · c5 белая ладья · g5 белая пешка · a4 белая пешка · b4 чёрная пешка · d4 чёрная пешка · f4 чёрная пешка · a3 чёрная ладья · f3 чёрная пешка · h3 белая пешка · a2 чёрная пешка · b2 чёрный слон · d2 чёрная пешка · f2 белый конь · g2 чёрный конь · d1 белый ферзь · e1 чёрная ладья | 8 |
| 7 | c7 белый слон · f7 чёрная пешка · h7 чёрный слон · c6 белый слон · e6 чёрный король · f6 белая пешка · h6 белый король · b5 белый конь · c5 белая ладья · g5 белая пешка · a4 белая пешка · b4 чёрная пешка · d4 чёрная пешка · f4 чёрная пешка · a3 чёрная ладья · f3 чёрная пешка · h3 белая пешка · a2 чёрная пешка · b2 чёрный слон · d2 чёрная пешка · f2 белый конь · g2 чёрный конь · d1 белый ферзь · e1 чёрная ладья | c7 белый слон · f7 чёрная пешка · h7 чёрный слон · c6 белый слон · e6 чёрный король · f6 белая пешка · h6 белый король · b5 белый конь · c5 белая ладья · g5 белая пешка · a4 белая пешка · b4 чёрная пешка · d4 чёрная пешка · f4 чёрная пешка · a3 чёрная ладья · f3 чёрная пешка · h3 белая пешка · a2 чёрная пешка · b2 чёрный слон · d2 чёрная пешка · f2 белый конь · g2 чёрный конь · d1 белый ферзь · e1 чёрная ладья | c7 белый слон · f7 чёрная пешка · h7 чёрный слон · c6 белый слон · e6 чёрный король · f6 белая пешка · h6 белый король · b5 белый конь · c5 белая ладья · g5 белая пешка · a4 белая пешка · b4 чёрная пешка · d4 чёрная пешка · f4 чёрная пешка · a3 чёрная ладья · f3 чёрная пешка · h3 белая пешка · a2 чёрная пешка · b2 чёрный слон · d2 чёрная пешка · f2 белый конь · g2 чёрный конь · d1 белый ферзь · e1 чёрная ладья | c7 белый слон · f7 чёрная пешка · h7 чёрный слон · c6 белый слон · e6 чёрный король · f6 белая пешка · h6 белый король · b5 белый конь · c5 белая ладья · g5 белая пешка · a4 белая пешка · b4 чёрная пешка · d4 чёрная пешка · f4 чёрная пешка · a3 чёрная ладья · f3 чёрная пешка · h3 белая пешка · a2 чёрная пешка · b2 чёрный слон · d2 чёрная пешка · f2 белый конь · g2 чёрный конь · d1 белый ферзь · e1 чёрная ладья | c7 белый слон · f7 чёрная пешка · h7 чёрный слон · c6 белый слон · e6 чёрный король · f6 белая пешка · h6 белый король · b5 белый конь · c5 белая ладья · g5 белая пешка · a4 белая пешка · b4 чёрная пешка · d4 чёрная пешка · f4 чёрная пешка · a3 чёрная ладья · f3 чёрная пешка · h3 белая пешка · a2 чёрная пешка · b2 чёрный слон · d2 чёрная пешка · f2 белый конь · g2 чёрный конь · d1 белый ферзь · e1 чёрная ладья | c7 белый слон · f7 чёрная пешка · h7 чёрный слон · c6 белый слон · e6 чёрный король · f6 белая пешка · h6 белый король · b5 белый конь · c5 белая ладья · g5 белая пешка · a4 белая пешка · b4 чёрная пешка · d4 чёрная пешка · f4 чёрная пешка · a3 чёрная ладья · f3 чёрная пешка · h3 белая пешка · a2 чёрная пешка · b2 чёрный слон · d2 чёрная пешка · f2 белый конь · g2 чёрный конь · d1 белый ферзь · e1 чёрная ладья | c7 белый слон · f7 чёрная пешка · h7 чёрный слон · c6 белый слон · e6 чёрный король · f6 белая пешка · h6 белый король · b5 белый конь · c5 белая ладья · g5 белая пешка · a4 белая пешка · b4 чёрная пешка · d4 чёрная пешка · f4 чёрная пешка · a3 чёрная ладья · f3 чёрная пешка · h3 белая пешка · a2 чёрная пешка · b2 чёрный слон · d2 чёрная пешка · f2 белый конь · g2 чёрный конь · d1 белый ферзь · e1 чёрная ладья | c7 белый слон · f7 чёрная пешка · h7 чёрный слон · c6 белый слон · e6 чёрный король · f6 белая пешка · h6 белый король · b5 белый конь · c5 белая ладья · g5 белая пешка · a4 белая пешка · b4 чёрная пешка · d4 чёрная пешка · f4 чёрная пешка · a3 чёрная ладья · f3 чёрная пешка · h3 белая пешка · a2 чёрная пешка · b2 чёрный слон · d2 чёрная пешка · f2 белый конь · g2 чёрный конь · d1 белый ферзь · e1 чёрная ладья | 7 |
| 6 | c7 белый слон · f7 чёрная пешка · h7 чёрный слон · c6 белый слон · e6 чёрный король · f6 белая пешка · h6 белый король · b5 белый конь · c5 белая ладья · g5 белая пешка · a4 белая пешка · b4 чёрная пешка · d4 чёрная пешка · f4 чёрная пешка · a3 чёрная ладья · f3 чёрная пешка · h3 белая пешка · a2 чёрная пешка · b2 чёрный слон · d2 чёрная пешка · f2 белый конь · g2 чёрный конь · d1 белый ферзь · e1 чёрная ладья | c7 белый слон · f7 чёрная пешка · h7 чёрный слон · c6 белый слон · e6 чёрный король · f6 белая пешка · h6 белый король · b5 белый конь · c5 белая ладья · g5 белая пешка · a4 белая пешка · b4 чёрная пешка · d4 чёрная пешка · f4 чёрная пешка · a3 чёрная ладья · f3 чёрная пешка · h3 белая пешка · a2 чёрная пешка · b2 чёрный слон · d2 чёрная пешка · f2 белый конь · g2 чёрный конь · d1 белый ферзь · e1 чёрная ладья | c7 белый слон · f7 чёрная пешка · h7 чёрный слон · c6 белый слон · e6 чёрный король · f6 белая пешка · h6 белый король · b5 белый конь · c5 белая ладья · g5 белая пешка · a4 белая пешка · b4 чёрная пешка · d4 чёрная пешка · f4 чёрная пешка · a3 чёрная ладья · f3 чёрная пешка · h3 белая пешка · a2 чёрная пешка · b2 чёрный слон · d2 чёрная пешка · f2 белый конь · g2 чёрный конь · d1 белый ферзь · e1 чёрная ладья | c7 белый слон · f7 чёрная пешка · h7 чёрный слон · c6 белый слон · e6 чёрный король · f6 белая пешка · h6 белый король · b5 белый конь · c5 белая ладья · g5 белая пешка · a4 белая пешка · b4 чёрная пешка · d4 чёрная пешка · f4 чёрная пешка · a3 чёрная ладья · f3 чёрная пешка · h3 белая пешка · a2 чёрная пешка · b2 чёрный слон · d2 чёрная пешка · f2 белый конь · g2 чёрный конь · d1 белый ферзь · e1 чёрная ладья | c7 белый слон · f7 чёрная пешка · h7 чёрный слон · c6 белый слон · e6 чёрный король · f6 белая пешка · h6 белый король · b5 белый конь · c5 белая ладья · g5 белая пешка · a4 белая пешка · b4 чёрная пешка · d4 чёрная пешка · f4 чёрная пешка · a3 чёрная ладья · f3 чёрная пешка · h3 белая пешка · a2 чёрная пешка · b2 чёрный слон · d2 чёрная пешка · f2 белый конь · g2 чёрный конь · d1 белый ферзь · e1 чёрная ладья | c7 белый слон · f7 чёрная пешка · h7 чёрный слон · c6 белый слон · e6 чёрный король · f6 белая пешка · h6 белый король · b5 белый конь · c5 белая ладья · g5 белая пешка · a4 белая пешка · b4 чёрная пешка · d4 чёрная пешка · f4 чёрная пешка · a3 чёрная ладья · f3 чёрная пешка · h3 белая пешка · a2 чёрная пешка · b2 чёрный слон · d2 чёрная пешка · f2 белый конь · g2 чёрный конь · d1 белый ферзь · e1 чёрная ладья | c7 белый слон · f7 чёрная пешка · h7 чёрный слон · c6 белый слон · e6 чёрный король · f6 белая пешка · h6 белый король · b5 белый конь · c5 белая ладья · g5 белая пешка · a4 белая пешка · b4 чёрная пешка · d4 чёрная пешка · f4 чёрная пешка · a3 чёрная ладья · f3 чёрная пешка · h3 белая пешка · a2 чёрная пешка · b2 чёрный слон · d2 чёрная пешка · f2 белый конь · g2 чёрный конь · d1 белый ферзь · e1 чёрная ладья | c7 белый слон · f7 чёрная пешка · h7 чёрный слон · c6 белый слон · e6 чёрный король · f6 белая пешка · h6 белый король · b5 белый конь · c5 белая ладья · g5 белая пешка · a4 белая пешка · b4 чёрная пешка · d4 чёрная пешка · f4 чёрная пешка · a3 чёрная ладья · f3 чёрная пешка · h3 белая пешка · a2 чёрная пешка · b2 чёрный слон · d2 чёрная пешка · f2 белый конь · g2 чёрный конь · d1 белый ферзь · e1 чёрная ладья | 6 |
| 5 | c7 белый слон · f7 чёрная пешка · h7 чёрный слон · c6 белый слон · e6 чёрный король · f6 белая пешка · h6 белый король · b5 белый конь · c5 белая ладья · g5 белая пешка · a4 белая пешка · b4 чёрная пешка · d4 чёрная пешка · f4 чёрная пешка · a3 чёрная ладья · f3 чёрная пешка · h3 белая пешка · a2 чёрная пешка · b2 чёрный слон · d2 чёрная пешка · f2 белый конь · g2 чёрный конь · d1 белый ферзь · e1 чёрная ладья | c7 белый слон · f7 чёрная пешка · h7 чёрный слон · c6 белый слон · e6 чёрный король · f6 белая пешка · h6 белый король · b5 белый конь · c5 белая ладья · g5 белая пешка · a4 белая пешка · b4 чёрная пешка · d4 чёрная пешка · f4 чёрная пешка · a3 чёрная ладья · f3 чёрная пешка · h3 белая пешка · a2 чёрная пешка · b2 чёрный слон · d2 чёрная пешка · f2 белый конь · g2 чёрный конь · d1 белый ферзь · e1 чёрная ладья | c7 белый слон · f7 чёрная пешка · h7 чёрный слон · c6 белый слон · e6 чёрный король · f6 белая пешка · h6 белый король · b5 белый конь · c5 белая ладья · g5 белая пешка · a4 белая пешка · b4 чёрная пешка · d4 чёрная пешка · f4 чёрная пешка · a3 чёрная ладья · f3 чёрная пешка · h3 белая пешка · a2 чёрная пешка · b2 чёрный слон · d2 чёрная пешка · f2 белый конь · g2 чёрный конь · d1 белый ферзь · e1 чёрная ладья | c7 белый слон · f7 чёрная пешка · h7 чёрный слон · c6 белый слон · e6 чёрный король · f6 белая пешка · h6 белый король · b5 белый конь · c5 белая ладья · g5 белая пешка · a4 белая пешка · b4 чёрная пешка · d4 чёрная пешка · f4 чёрная пешка · a3 чёрная ладья · f3 чёрная пешка · h3 белая пешка · a2 чёрная пешка · b2 чёрный слон · d2 чёрная пешка · f2 белый конь · g2 чёрный конь · d1 белый ферзь · e1 чёрная ладья | c7 белый слон · f7 чёрная пешка · h7 чёрный слон · c6 белый слон · e6 чёрный король · f6 белая пешка · h6 белый король · b5 белый конь · c5 белая ладья · g5 белая пешка · a4 белая пешка · b4 чёрная пешка · d4 чёрная пешка · f4 чёрная пешка · a3 чёрная ладья · f3 чёрная пешка · h3 белая пешка · a2 чёрная пешка · b2 чёрный слон · d2 чёрная пешка · f2 белый конь · g2 чёрный конь · d1 белый ферзь · e1 чёрная ладья | c7 белый слон · f7 чёрная пешка · h7 чёрный слон · c6 белый слон · e6 чёрный король · f6 белая пешка · h6 белый король · b5 белый конь · c5 белая ладья · g5 белая пешка · a4 белая пешка · b4 чёрная пешка · d4 чёрная пешка · f4 чёрная пешка · a3 чёрная ладья · f3 чёрная пешка · h3 белая пешка · a2 чёрная пешка · b2 чёрный слон · d2 чёрная пешка · f2 белый конь · g2 чёрный конь · d1 белый ферзь · e1 чёрная ладья | c7 белый слон · f7 чёрная пешка · h7 чёрный слон · c6 белый слон · e6 чёрный король · f6 белая пешка · h6 белый король · b5 белый конь · c5 белая ладья · g5 белая пешка · a4 белая пешка · b4 чёрная пешка · d4 чёрная пешка · f4 чёрная пешка · a3 чёрная ладья · f3 чёрная пешка · h3 белая пешка · a2 чёрная пешка · b2 чёрный слон · d2 чёрная пешка · f2 белый конь · g2 чёрный конь · d1 белый ферзь · e1 чёрная ладья | c7 белый слон · f7 чёрная пешка · h7 чёрный слон · c6 белый слон · e6 чёрный король · f6 белая пешка · h6 белый король · b5 белый конь · c5 белая ладья · g5 белая пешка · a4 белая пешка · b4 чёрная пешка · d4 чёрная пешка · f4 чёрная пешка · a3 чёрная ладья · f3 чёрная пешка · h3 белая пешка · a2 чёрная пешка · b2 чёрный слон · d2 чёрная пешка · f2 белый конь · g2 чёрный конь · d1 белый ферзь · e1 чёрная ладья | 5 |
| 4 | c7 белый слон · f7 чёрная пешка · h7 чёрный слон · c6 белый слон · e6 чёрный король · f6 белая пешка · h6 белый король · b5 белый конь · c5 белая ладья · g5 белая пешка · a4 белая пешка · b4 чёрная пешка · d4 чёрная пешка · f4 чёрная пешка · a3 чёрная ладья · f3 чёрная пешка · h3 белая пешка · a2 чёрная пешка · b2 чёрный слон · d2 чёрная пешка · f2 белый конь · g2 чёрный конь · d1 белый ферзь · e1 чёрная ладья | c7 белый слон · f7 чёрная пешка · h7 чёрный слон · c6 белый слон · e6 чёрный король · f6 белая пешка · h6 белый король · b5 белый конь · c5 белая ладья · g5 белая пешка · a4 белая пешка · b4 чёрная пешка · d4 чёрная пешка · f4 чёрная пешка · a3 чёрная ладья · f3 чёрная пешка · h3 белая пешка · a2 чёрная пешка · b2 чёрный слон · d2 чёрная пешка · f2 белый конь · g2 чёрный конь · d1 белый ферзь · e1 чёрная ладья | c7 белый слон · f7 чёрная пешка · h7 чёрный слон · c6 белый слон · e6 чёрный король · f6 белая пешка · h6 белый король · b5 белый конь · c5 белая ладья · g5 белая пешка · a4 белая пешка · b4 чёрная пешка · d4 чёрная пешка · f4 чёрная пешка · a3 чёрная ладья · f3 чёрная пешка · h3 белая пешка · a2 чёрная пешка · b2 чёрный слон · d2 чёрная пешка · f2 белый конь · g2 чёрный конь · d1 белый ферзь · e1 чёрная ладья | c7 белый слон · f7 чёрная пешка · h7 чёрный слон · c6 белый слон · e6 чёрный король · f6 белая пешка · h6 белый король · b5 белый конь · c5 белая ладья · g5 белая пешка · a4 белая пешка · b4 чёрная пешка · d4 чёрная пешка · f4 чёрная пешка · a3 чёрная ладья · f3 чёрная пешка · h3 белая пешка · a2 чёрная пешка · b2 чёрный слон · d2 чёрная пешка · f2 белый конь · g2 чёрный конь · d1 белый ферзь · e1 чёрная ладья | c7 белый слон · f7 чёрная пешка · h7 чёрный слон · c6 белый слон · e6 чёрный король · f6 белая пешка · h6 белый король · b5 белый конь · c5 белая ладья · g5 белая пешка · a4 белая пешка · b4 чёрная пешка · d4 чёрная пешка · f4 чёрная пешка · a3 чёрная ладья · f3 чёрная пешка · h3 белая пешка · a2 чёрная пешка · b2 чёрный слон · d2 чёрная пешка · f2 белый конь · g2 чёрный конь · d1 белый ферзь · e1 чёрная ладья | c7 белый слон · f7 чёрная пешка · h7 чёрный слон · c6 белый слон · e6 чёрный король · f6 белая пешка · h6 белый король · b5 белый конь · c5 белая ладья · g5 белая пешка · a4 белая пешка · b4 чёрная пешка · d4 чёрная пешка · f4 чёрная пешка · a3 чёрная ладья · f3 чёрная пешка · h3 белая пешка · a2 чёрная пешка · b2 чёрный слон · d2 чёрная пешка · f2 белый конь · g2 чёрный конь · d1 белый ферзь · e1 чёрная ладья | c7 белый слон · f7 чёрная пешка · h7 чёрный слон · c6 белый слон · e6 чёрный король · f6 белая пешка · h6 белый король · b5 белый конь · c5 белая ладья · g5 белая пешка · a4 белая пешка · b4 чёрная пешка · d4 чёрная пешка · f4 чёрная пешка · a3 чёрная ладья · f3 чёрная пешка · h3 белая пешка · a2 чёрная пешка · b2 чёрный слон · d2 чёрная пешка · f2 белый конь · g2 чёрный конь · d1 белый ферзь · e1 чёрная ладья | c7 белый слон · f7 чёрная пешка · h7 чёрный слон · c6 белый слон · e6 чёрный король · f6 белая пешка · h6 белый король · b5 белый конь · c5 белая ладья · g5 белая пешка · a4 белая пешка · b4 чёрная пешка · d4 чёрная пешка · f4 чёрная пешка · a3 чёрная ладья · f3 чёрная пешка · h3 белая пешка · a2 чёрная пешка · b2 чёрный слон · d2 чёрная пешка · f2 белый конь · g2 чёрный конь · d1 белый ферзь · e1 чёрная ладья | 4 |
| 3 | c7 белый слон · f7 чёрная пешка · h7 чёрный слон · c6 белый слон · e6 чёрный король · f6 белая пешка · h6 белый король · b5 белый конь · c5 белая ладья · g5 белая пешка · a4 белая пешка · b4 чёрная пешка · d4 чёрная пешка · f4 чёрная пешка · a3 чёрная ладья · f3 чёрная пешка · h3 белая пешка · a2 чёрная пешка · b2 чёрный слон · d2 чёрная пешка · f2 белый конь · g2 чёрный конь · d1 белый ферзь · e1 чёрная ладья | c7 белый слон · f7 чёрная пешка · h7 чёрный слон · c6 белый слон · e6 чёрный король · f6 белая пешка · h6 белый король · b5 белый конь · c5 белая ладья · g5 белая пешка · a4 белая пешка · b4 чёрная пешка · d4 чёрная пешка · f4 чёрная пешка · a3 чёрная ладья · f3 чёрная пешка · h3 белая пешка · a2 чёрная пешка · b2 чёрный слон · d2 чёрная пешка · f2 белый конь · g2 чёрный конь · d1 белый ферзь · e1 чёрная ладья | c7 белый слон · f7 чёрная пешка · h7 чёрный слон · c6 белый слон · e6 чёрный король · f6 белая пешка · h6 белый король · b5 белый конь · c5 белая ладья · g5 белая пешка · a4 белая пешка · b4 чёрная пешка · d4 чёрная пешка · f4 чёрная пешка · a3 чёрная ладья · f3 чёрная пешка · h3 белая пешка · a2 чёрная пешка · b2 чёрный слон · d2 чёрная пешка · f2 белый конь · g2 чёрный конь · d1 белый ферзь · e1 чёрная ладья | c7 белый слон · f7 чёрная пешка · h7 чёрный слон · c6 белый слон · e6 чёрный король · f6 белая пешка · h6 белый король · b5 белый конь · c5 белая ладья · g5 белая пешка · a4 белая пешка · b4 чёрная пешка · d4 чёрная пешка · f4 чёрная пешка · a3 чёрная ладья · f3 чёрная пешка · h3 белая пешка · a2 чёрная пешка · b2 чёрный слон · d2 чёрная пешка · f2 белый конь · g2 чёрный конь · d1 белый ферзь · e1 чёрная ладья | c7 белый слон · f7 чёрная пешка · h7 чёрный слон · c6 белый слон · e6 чёрный король · f6 белая пешка · h6 белый король · b5 белый конь · c5 белая ладья · g5 белая пешка · a4 белая пешка · b4 чёрная пешка · d4 чёрная пешка · f4 чёрная пешка · a3 чёрная ладья · f3 чёрная пешка · h3 белая пешка · a2 чёрная пешка · b2 чёрный слон · d2 чёрная пешка · f2 белый конь · g2 чёрный конь · d1 белый ферзь · e1 чёрная ладья | c7 белый слон · f7 чёрная пешка · h7 чёрный слон · c6 белый слон · e6 чёрный король · f6 белая пешка · h6 белый король · b5 белый конь · c5 белая ладья · g5 белая пешка · a4 белая пешка · b4 чёрная пешка · d4 чёрная пешка · f4 чёрная пешка · a3 чёрная ладья · f3 чёрная пешка · h3 белая пешка · a2 чёрная пешка · b2 чёрный слон · d2 чёрная пешка · f2 белый конь · g2 чёрный конь · d1 белый ферзь · e1 чёрная ладья | c7 белый слон · f7 чёрная пешка · h7 чёрный слон · c6 белый слон · e6 чёрный король · f6 белая пешка · h6 белый король · b5 белый конь · c5 белая ладья · g5 белая пешка · a4 белая пешка · b4 чёрная пешка · d4 чёрная пешка · f4 чёрная пешка · a3 чёрная ладья · f3 чёрная пешка · h3 белая пешка · a2 чёрная пешка · b2 чёрный слон · d2 чёрная пешка · f2 белый конь · g2 чёрный конь · d1 белый ферзь · e1 чёрная ладья | c7 белый слон · f7 чёрная пешка · h7 чёрный слон · c6 белый слон · e6 чёрный король · f6 белая пешка · h6 белый король · b5 белый конь · c5 белая ладья · g5 белая пешка · a4 белая пешка · b4 чёрная пешка · d4 чёрная пешка · f4 чёрная пешка · a3 чёрная ладья · f3 чёрная пешка · h3 белая пешка · a2 чёрная пешка · b2 чёрный слон · d2 чёрная пешка · f2 белый конь · g2 чёрный конь · d1 белый ферзь · e1 чёрная ладья | 3 |
| 2 | c7 белый слон · f7 чёрная пешка · h7 чёрный слон · c6 белый слон · e6 чёрный король · f6 белая пешка · h6 белый король · b5 белый конь · c5 белая ладья · g5 белая пешка · a4 белая пешка · b4 чёрная пешка · d4 чёрная пешка · f4 чёрная пешка · a3 чёрная ладья · f3 чёрная пешка · h3 белая пешка · a2 чёрная пешка · b2 чёрный слон · d2 чёрная пешка · f2 белый конь · g2 чёрный конь · d1 белый ферзь · e1 чёрная ладья | c7 белый слон · f7 чёрная пешка · h7 чёрный слон · c6 белый слон · e6 чёрный король · f6 белая пешка · h6 белый король · b5 белый конь · c5 белая ладья · g5 белая пешка · a4 белая пешка · b4 чёрная пешка · d4 чёрная пешка · f4 чёрная пешка · a3 чёрная ладья · f3 чёрная пешка · h3 белая пешка · a2 чёрная пешка · b2 чёрный слон · d2 чёрная пешка · f2 белый конь · g2 чёрный конь · d1 белый ферзь · e1 чёрная ладья | c7 белый слон · f7 чёрная пешка · h7 чёрный слон · c6 белый слон · e6 чёрный король · f6 белая пешка · h6 белый король · b5 белый конь · c5 белая ладья · g5 белая пешка · a4 белая пешка · b4 чёрная пешка · d4 чёрная пешка · f4 чёрная пешка · a3 чёрная ладья · f3 чёрная пешка · h3 белая пешка · a2 чёрная пешка · b2 чёрный слон · d2 чёрная пешка · f2 белый конь · g2 чёрный конь · d1 белый ферзь · e1 чёрная ладья | c7 белый слон · f7 чёрная пешка · h7 чёрный слон · c6 белый слон · e6 чёрный король · f6 белая пешка · h6 белый король · b5 белый конь · c5 белая ладья · g5 белая пешка · a4 белая пешка · b4 чёрная пешка · d4 чёрная пешка · f4 чёрная пешка · a3 чёрная ладья · f3 чёрная пешка · h3 белая пешка · a2 чёрная пешка · b2 чёрный слон · d2 чёрная пешка · f2 белый конь · g2 чёрный конь · d1 белый ферзь · e1 чёрная ладья | c7 белый слон · f7 чёрная пешка · h7 чёрный слон · c6 белый слон · e6 чёрный король · f6 белая пешка · h6 белый король · b5 белый конь · c5 белая ладья · g5 белая пешка · a4 белая пешка · b4 чёрная пешка · d4 чёрная пешка · f4 чёрная пешка · a3 чёрная ладья · f3 чёрная пешка · h3 белая пешка · a2 чёрная пешка · b2 чёрный слон · d2 чёрная пешка · f2 белый конь · g2 чёрный конь · d1 белый ферзь · e1 чёрная ладья | c7 белый слон · f7 чёрная пешка · h7 чёрный слон · c6 белый слон · e6 чёрный король · f6 белая пешка · h6 белый король · b5 белый конь · c5 белая ладья · g5 белая пешка · a4 белая пешка · b4 чёрная пешка · d4 чёрная пешка · f4 чёрная пешка · a3 чёрная ладья · f3 чёрная пешка · h3 белая пешка · a2 чёрная пешка · b2 чёрный слон · d2 чёрная пешка · f2 белый конь · g2 чёрный конь · d1 белый ферзь · e1 чёрная ладья | c7 белый слон · f7 чёрная пешка · h7 чёрный слон · c6 белый слон · e6 чёрный король · f6 белая пешка · h6 белый король · b5 белый конь · c5 белая ладья · g5 белая пешка · a4 белая пешка · b4 чёрная пешка · d4 чёрная пешка · f4 чёрная пешка · a3 чёрная ладья · f3 чёрная пешка · h3 белая пешка · a2 чёрная пешка · b2 чёрный слон · d2 чёрная пешка · f2 белый конь · g2 чёрный конь · d1 белый ферзь · e1 чёрная ладья | c7 белый слон · f7 чёрная пешка · h7 чёрный слон · c6 белый слон · e6 чёрный король · f6 белая пешка · h6 белый король · b5 белый конь · c5 белая ладья · g5 белая пешка · a4 белая пешка · b4 чёрная пешка · d4 чёрная пешка · f4 чёрная пешка · a3 чёрная ладья · f3 чёрная пешка · h3 белая пешка · a2 чёрная пешка · b2 чёрный слон · d2 чёрная пешка · f2 белый конь · g2 чёрный конь · d1 белый ферзь · e1 чёрная ладья | 2 |
| 1 | c7 белый слон · f7 чёрная пешка · h7 чёрный слон · c6 белый слон · e6 чёрный король · f6 белая пешка · h6 белый король · b5 белый конь · c5 белая ладья · g5 белая пешка · a4 белая пешка · b4 чёрная пешка · d4 чёрная пешка · f4 чёрная пешка · a3 чёрная ладья · f3 чёрная пешка · h3 белая пешка · a2 чёрная пешка · b2 чёрный слон · d2 чёрная пешка · f2 белый конь · g2 чёрный конь · d1 белый ферзь · e1 чёрная ладья | c7 белый слон · f7 чёрная пешка · h7 чёрный слон · c6 белый слон · e6 чёрный король · f6 белая пешка · h6 белый король · b5 белый конь · c5 белая ладья · g5 белая пешка · a4 белая пешка · b4 чёрная пешка · d4 чёрная пешка · f4 чёрная пешка · a3 чёрная ладья · f3 чёрная пешка · h3 белая пешка · a2 чёрная пешка · b2 чёрный слон · d2 чёрная пешка · f2 белый конь · g2 чёрный конь · d1 белый ферзь · e1 чёрная ладья | c7 белый слон · f7 чёрная пешка · h7 чёрный слон · c6 белый слон · e6 чёрный король · f6 белая пешка · h6 белый король · b5 белый конь · c5 белая ладья · g5 белая пешка · a4 белая пешка · b4 чёрная пешка · d4 чёрная пешка · f4 чёрная пешка · a3 чёрная ладья · f3 чёрная пешка · h3 белая пешка · a2 чёрная пешка · b2 чёрный слон · d2 чёрная пешка · f2 белый конь · g2 чёрный конь · d1 белый ферзь · e1 чёрная ладья | c7 белый слон · f7 чёрная пешка · h7 чёрный слон · c6 белый слон · e6 чёрный король · f6 белая пешка · h6 белый король · b5 белый конь · c5 белая ладья · g5 белая пешка · a4 белая пешка · b4 чёрная пешка · d4 чёрная пешка · f4 чёрная пешка · a3 чёрная ладья · f3 чёрная пешка · h3 белая пешка · a2 чёрная пешка · b2 чёрный слон · d2 чёрная пешка · f2 белый конь · g2 чёрный конь · d1 белый ферзь · e1 чёрная ладья | c7 белый слон · f7 чёрная пешка · h7 чёрный слон · c6 белый слон · e6 чёрный король · f6 белая пешка · h6 белый король · b5 белый конь · c5 белая ладья · g5 белая пешка · a4 белая пешка · b4 чёрная пешка · d4 чёрная пешка · f4 чёрная пешка · a3 чёрная ладья · f3 чёрная пешка · h3 белая пешка · a2 чёрная пешка · b2 чёрный слон · d2 чёрная пешка · f2 белый конь · g2 чёрный конь · d1 белый ферзь · e1 чёрная ладья | c7 белый слон · f7 чёрная пешка · h7 чёрный слон · c6 белый слон · e6 чёрный король · f6 белая пешка · h6 белый король · b5 белый конь · c5 белая ладья · g5 белая пешка · a4 белая пешка · b4 чёрная пешка · d4 чёрная пешка · f4 чёрная пешка · a3 чёрная ладья · f3 чёрная пешка · h3 белая пешка · a2 чёрная пешка · b2 чёрный слон · d2 чёрная пешка · f2 белый конь · g2 чёрный конь · d1 белый ферзь · e1 чёрная ладья | c7 белый слон · f7 чёрная пешка · h7 чёрный слон · c6 белый слон · e6 чёрный король · f6 белая пешка · h6 белый король · b5 белый конь · c5 белая ладья · g5 белая пешка · a4 белая пешка · b4 чёрная пешка · d4 чёрная пешка · f4 чёрная пешка · a3 чёрная ладья · f3 чёрная пешка · h3 белая пешка · a2 чёрная пешка · b2 чёрный слон · d2 чёрная пешка · f2 белый конь · g2 чёрный конь · d1 белый ферзь · e1 чёрная ладья | c7 белый слон · f7 чёрная пешка · h7 чёрный слон · c6 белый слон · e6 чёрный король · f6 белая пешка · h6 белый король · b5 белый конь · c5 белая ладья · g5 белая пешка · a4 белая пешка · b4 чёрная пешка · d4 чёрная пешка · f4 чёрная пешка · a3 чёрная ладья · f3 чёрная пешка · h3 белая пешка · a2 чёрная пешка · b2 чёрный слон · d2 чёрная пешка · f2 белый конь · g2 чёрный конь · d1 белый ферзь · e1 чёрная ладья | 1 |
|   | a | b | c | d | e | f | g | h |   |

1.Кd3! (~ 2.С:f4 и 3.Kc7#) 

1…Л:d3 2.Фc2! (~ 3.Фc4#) 2…Сc3 3.Фb3# или 2…Лc3 3.Кd4# 

1…С:d3 2.Фf3! (~ 3.Фd5#) 2…Лe4 3.Фg4# или 2…Сe4 3.Лe5# 

1…Ле4 2.Ке5! Крf5 3.Сd7# 

Перекрытие Новотного сочетается в двух вариантах с перекрытием Гримшоу, критическими ходами, при тихих ходах белых фигур.